# Turdus nigrescens
Turdus nigrescens е вид птица от семейство Turdidae.

## Разпространение
Видът е разпространен в Коста Рика и Панама.